# Langdysser von Store Rise
Die drei Langdysser von Store Rise sind Megalithanlagen der Trichterbecherkultur (TBK), die bei Store Rise im Südosten der dänischen Insel Ærø liegen und zwischen 3500 und 2800 v. Chr. entstanden sind.
Sie bestehen aus dem Langdysse Tingstedet (auch Præstegaardsmarken genannt) und den Langdysser 1 + 2 

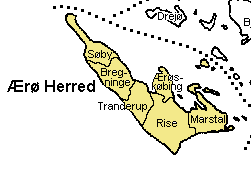
Lage von Store Rise

## Langdysse Tingstedet
Tingstedet (deutsch „Thingstätte“), auch Præstegårdsmarken, ist ein Langdysse etwa 220 m nordwestlich der Kirche von Store Rise.

## Langdysse 1
Der Nordwest-Südost orientierte Langdysse ist etwa 21,0 m lang, 8,0 m breit und leicht gestört. Die einzige Kammer hat ihren Zugang im Südwesten und misst außen 2,7 × 2,55 m und innen 2,25 × 0,80 m. Die Kammersteine ragen 40–50 cm aus dem Hügel. Die Kammerhöhe beträgt im Süden 1,50 m im Norden 2,1 m. Das Nordwestende des Hügels ist 7,9 m von der Kammer entfernt. In der Mitte des nördlichen Endes des Langhügels steht ein hoher 1,5 m hoher Stein. Am anderen Ende muss ein ähnlicher Stein gestanden haben.

## Langdysse 2
Store Rise Langdysse 2 ist ein rechteckiger Dolmen in einem 2,3 m hohen 10,0 × 6,8 m messenden Ost-West orientierten Langhügel. Der Hügel ist mit 27 verhältnismäßig kleinen Randsteinen (10 im Süden, 12 im Norden, drei im Westen und zwei im Osten) eingefasst. Die 2,1 × 1,5 m messende Kammer besteht aus fünf Tragsteinen und dem Schwellenstein. Bei der Restaurierung wurden die Randsteine aufgestellt, der Hügel aufgefüllt, ein Deckstein wurde auf die Kammer gelegt und fünf Tragsteine ein Schwellenstein und ein Gangstein wurden gesetzt oder befestigt. 
In der Nähe liegen das Ganggrab von Kragnæs und die Lindsbjerg Dysse.